# Gacık, Çiftlikköy
Gacık là một xã thuộc huyện Çiftlikköy, tỉnh Yalova, Thổ Nhĩ Kỳ. Dân số thời điểm năm 2010 là 2.718 người.